# Neudorf (Pappenheim)
Neudorf ist ein Gemeindeteil der Stadt Pappenheim im Landkreis Weißenburg-Gunzenhausen (Mittelfranken, Bayern). Die Gemarkung Neudorf liegt teils auf dem Gemeindegebiet von Pappenheim, teils auf dem Gemeindegebiet von Weißenburg. Sie hat eine Fläche von 17,015 km². Sie ist in 1338 Flurstücke aufgeteilt, die eine durchschnittliche Flurstücksfläche von 12716,51 m² haben. In ihr liegt neben dem namensgebenden Ort der Gemeindeteil Rothenstein.

## Geschichte
Das aus dem 13. Jahrhundert stammende Straßenangerdorf liegt auf einer Höhe der Fränkischen Alb, etwa 4,5 Kilometer nordöstlich von Pappenheim. Die Kreisstraße WUG 12 führt durch den Ort.
Zusammen mit den drei anderen sogenannten Grafendörfern wurde Neudorf gegen Ende des 13. Jahrhunderts von Marschall Heinrich V von Pappenheim als Rodungsdorf angelegt.
Am 1. Mai 1978 wurde die bis dahin selbständige Gemeinde in die Stadt Pappenheim eingegliedert.
Im Dorfanger stehen öffentliche Gebäude, wie die ehemalige Dorfschule, die Kirche und das Feuerwehrhaus sowie der historische Zehentstadel mit Legschieferdach. In der Umgebung von Neudorf gibt es zahlreiche Dolinen.

## Baudenkmäler
Sehenswert ist neben der im 15. Jahrhundert erbauten Kirche St. Jakobus das breite Spektrum an historischen südmittelfränkischen Gebäudeformen.